# Guy Maestri
Guy Maestri (* 1974 in Mudgee) ist ein australischer Maler.

## Leben und Werk
Maestri besuchte die National Art School in Sydney schloss als Bachelor of Fine Art (Hons) ab. Neben der Malerei ist Maestri als Bassspieler und Schallplattenproduzent tätig.
In seinen Gemälden bildet der Künstler hauptsächlich seine abstrakten Visionen australischer Landschaften ab. Maestri zeigte seine Werke auf zahlreichen Einzel- und Gruppenausstellungen im In- und Ausland. Er war Finalist beim Dobell Drawing Prize in den Jahren 2007 und 2008. 2009 gewann er mit seinem Porträt des blinden Aborigine-Sängers Geoffrey Gurrumul Yunupingu den jährlich vergebenen Archibald Prize, bei dem er bereits viermal Finalist war. Auch beim Wynne Prize war er siebenmal Finalist (Stand 2020).
Das Porträt von Yunupingu befindet sich heute in der Sammlung der National Portrait Gallery (Canberra). Andere seiner Arbeiten befinden sich in Sammlungen der Art Gallery of New South Wales, der Art Gallery of South Australia, der Artbank, der Macquarie Bank, des Parliament House (Sydney), des Parliament House (Canberra), der Hawkesbury Regional Gallery, der Maitland Regional Gallery, der Tweed Regional Gallery, der Gold Coast Regional Gallery, der Hamilton Regional Gallery und der Bond University.